# Пусан (железнодорожная станция)
Станция «Пусан» (кор. 부산역 Пусаннёк) — центральная железнодорожная станция в Пусане, Республика Корея. Станция располагается на линии Кёнбу и Высокоскоростной линии Кёнбу. Железнодорожная станция «Пусан» вместе с расположенными под ней станциями пусанского метро образовывает крупный транспортно-пересадочный узел в центре города.